# Битва при Кадисе (1702)
36°32′ с. ш. 006°18′ з. д.
Би́тва при Ка́дисе (англ. Battle of Cádiz, исп. Batalla de Cádiz, нидерл. Aanval op Cádiz) — решающее сражение, произошедшее с 23 августа по 30 сентября 1702 года в рамках Войны за испанское наследство 1701—1714 годов между объединёнными англо-голландскими и испанскими войсками у испанского порта Кадис.
Сражение было первым из состоявшихся на Пиренейском полуострове, но из-за соперничества и несогласованности действий союзников, плохой дисциплины, а также искусной обороны испанцев во главе с генералом Франсиско дель Кастильо-и-Фахардо, маркизом де Вильядариас, адмирал Джордж Рук не смог достичь поставленных целей и через месяц отвёл эскадру в Средиземноморье.
Андалузский порт Кадис был крупным центром испано-американской торговли. Его захват должен был не только разорвать связи Испании с её владениями в Северной и Южной Америке, но и предоставить союзникам — Габсбургской коалиции — стратегически важную базу, позволявшую англо-голландскому флоту взять под контроль всю западную часть Средиземного моря. Наращивание военной мощи габсбургской коалиции в Средиземноморье сопровождалось дипломатическими маневрами в Португалии, направленных на обеспечение поддержки короля Педру II в войне против Испании. Союзники также рассчитывали создать базу в Испании для восстания в поддержку австрийского претендента на испанский престол эрцгерцога Карла.

## Предыстория

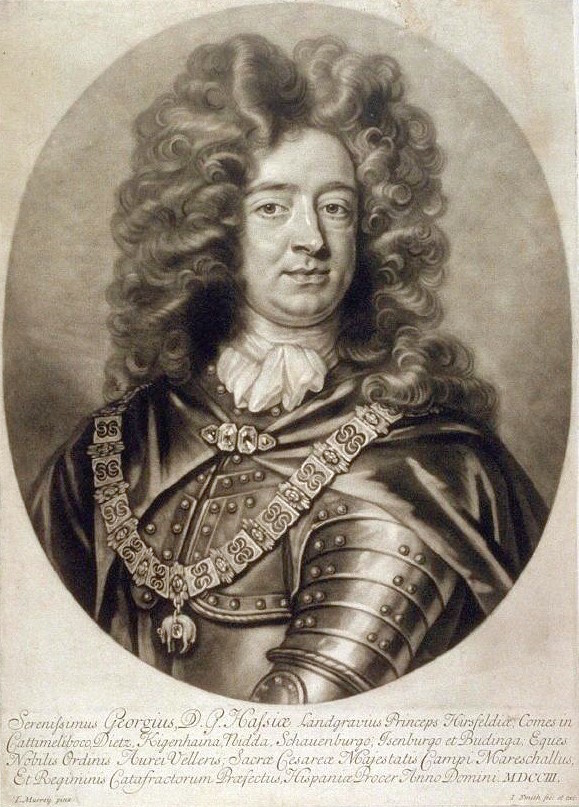
Георг Людвиг Гессен-Дармштадтский (1670—1705)

14 мая 1702 года члены Аугсбургского (Великого) Альянса во главе с Англией и Голландской республики объявили войну Франции и Испании. Император Священной Римской империи Леопольд I также объявил войну Бурбонам, его войска под руководством принца Евгения к тому времени уже вели боевые действия на севере Италии вдоль долины реки По в попытке захватить Миланское герцогство. Успехи Евгения Савойского в 1701 году вызвали энтузиазм в Англии к войне против Франции и помогли Леопольду I убедить короля Вильгельма III отправить флот союзников в Средиземное море. Посол Леопольда I в Лондоне граф Вратислав убеждал англичан, что появление флота союзников в Средиземноморье спровоцирует революцию в испанской провинции Неаполь, вырвет юг Италии из рук Филиппа V Испанского, вызовет благоговение со стороны франкофила папы Климента XI и склонит герцога Савойского Виктора-Амадея II и других итальянских князей перейти на сторону союзников. Принц Евгений Савойский предлагал более умеренный вариант действий — послать эскадру для защиты военных грузов, отправляемых из Триест через Адриатическое море.
Англичане имели свои интересы на Средиземном море: корабли Левантийской компании, торговавшей с Османской империей, нуждались в военном эскорте. Военно-морское присутствие союзников в регионе также бросало вызов господству Тулонского флота короля Людовика, уничтожение которого нанесло бы смертельный удар по французской военно-морской мощи. Было очевидно, однако, что для закрепления в Средиземном море союзники нуждались в морской базе на Пиренейском полуострове. Решение в пользу захвата Кадиса, закрывавшего вход в Гибралтарский пролив и обеспечивавшего контроль над торговлей с Новым Светом, было принято до смерти короля Вильгельма III в марте 1702 года, но эта идея была поддержана его преемницей королевой Анной и её министрами во главе с герцогом Мальборо.
Английские посланники при португальском дворе в Лиссабоне, Джон Метуэн и его сын Пол, также требовали демонстрации морской мощи союзников на побережье Испании для склонения на свою сторону колеблющегося короля Педру II, имевшего соглашения с Францией и Испанией.
Метуэнам помогал принц Георг Гессен-Дармштадтский, двоюродный брат императрицы Элеоноры. Союзники надеялись, что в то время как Метуэны ведут переговоры с португальцами, принц сможет вдохновить и даже возглавить прогабсбургское восстание в Испании от имени младшего сына императора и претендента на испанский престол эрцгерцога Карла.

## Подготовка

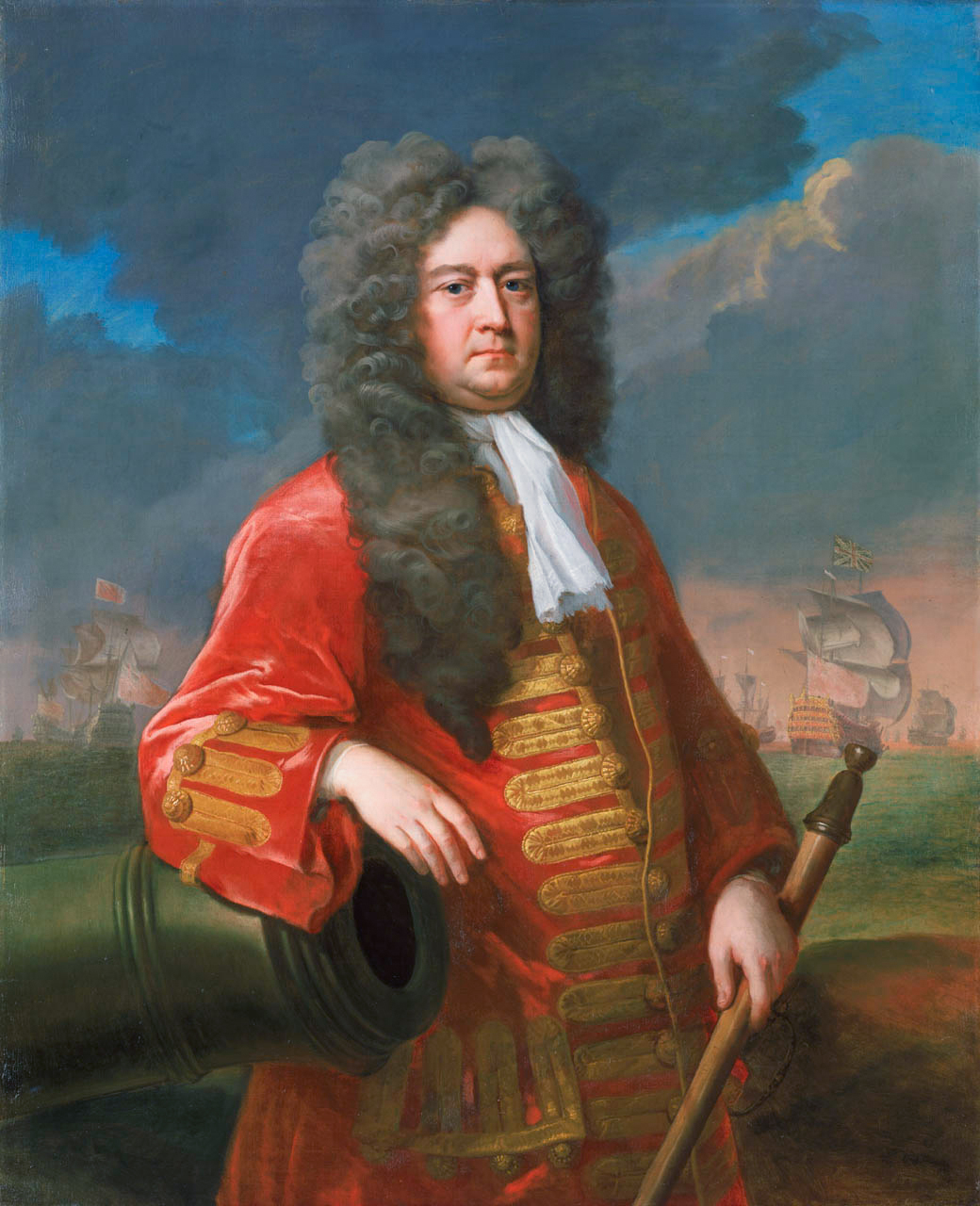
Адмирал Джордж Рук (1650—1709)

Англо-голландский флот отплыл в конце июля и прибыл к берегам Португалии 20 августа. Адмирал Рук имел в распоряжении 50 боевых кораблей (30 английских, 20 голландских) и транспортные суда, в общей сложности 160 кораблей; герцог Ормонд, командующий сухопутными войсками, руководил 14 000 солдат — 10 000 англичан (в том числе 2 400 морских пехотинцев) и 4 000 голландцев. Тем не менее адмирал Рук не верил в успех экспедиции: его корабли не располагали достаточным количеством провианта для длительной кампании, его также беспокоил французский порт Брест, лежавший между эскадрой и Англией.
Принц Георг Гессен-Дармштадтский на своём корабле Adventure присоединился к флоту у мыса Сент-Винсент. И принц, и Пол Метуэн, также присоединившийся к экспедиции, сообщили Руку, что Кадис плохо защищён, но собственные сведения, полученные адмиралом от рыбака, указывали на то, что испанцы усиленно укрепляли гарнизон Кадиса. Испанцы применили военную хитрость, зажигая в темноте на высотах в районе Кадиса огни, создавая видимость того, что в окрестностях города сосредоточена большая армия. В итоге до входа союзного флота в гавань Кадиса 23 августа три дня его командование провело в тщетных дискуссиях о целесообразности нападения.

Существовало несколько вариантов нападения на порт. Согласно дневнику Рука 25 августа:
…сэр Стаффорд Фэйрборн предложил захватить гавань и уничтожить восемь французских судов, стоявших под стенами Кадиса, однако он [адмирал] созвал совет командующих кораблями, единогласно решивший, что эта инициатива необоснована и нецелесообразна ввиду излишней опасности для флота.
Ещё одним вариантом действий союзников была высадка десанта под прикрытием бомбардировки на перешеек, отделяющий Кадис с материка, оттуда войска могли штурмовать город. Эта тактика была предпочтительна для Ормонда, но генерал-майор сэр Чарльз О’Хара настаивал: высадка на перешейке будет бесполезной, если флот не сможет гарантировать доставку вооружения и провианта на ежедневной основе, что объективно флот сделать не мог. Вторым вариантом Ормонда был блокада при усиленной бомбардировке города, однако возникли сомнения, что суда смогут безопасно встать на якорь достаточно близко для эффективного обстрела. Принц Георг Гессен-Дармштадтский категорически возражал против такого плана, опасаясь вызвать агрессию со стороны мирного населения и оттолкнуть своих возможных союзников среди испанцев. В итоге было решено высадить десант между заливом Быков и фортом Рота и Св. Екатерины. Это устроило командующих кораблями — они могли безопасно провести суда вдоль берега, а с плацдарма на берегу войска могли захватить поселения Рота и Пуэрто-Санта-Мария. Тем не менее место высадки было довольно далеко от основания перешейка, на котором стоит Кадис.
Маркиз де Вильядариас отвечал за оборону провинции Андалусия. Кадис, главный город Андалусии, имел гарнизон из примерно 300 плохо вооружённых солдат, но внезапное появление союзного флота вызвали у населения, по словам Филиппа Стэнхоупа, «решимость дать отпор захватчикам». Богатые города Кордова и Севилья откликнулись на призыв о помощи, местная знать взяла в руки оружие, крестьяне активно вступали в ополчение, так что после расширения гарнизона маркиз де Вильядариас имел под рукой порядка 500—600 обученных кавалеристов и несколько тысяч ополченцев.

## Битва

### Высадка

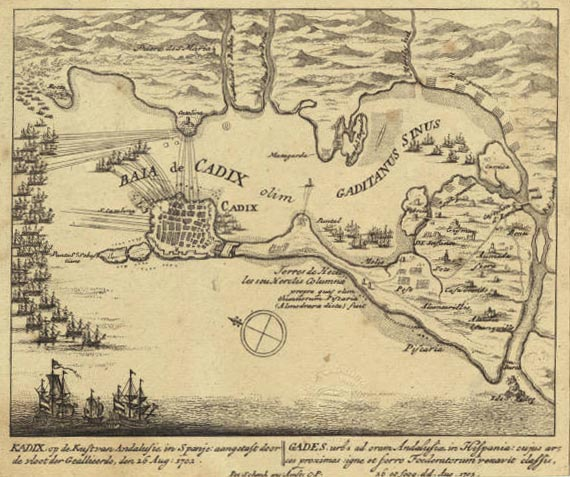
Битва при Кадисе. Гравюра

Высадка десанта состоялась 26 августа при сильном ветре, в результате чего было потеряно около 25 десантных кораблей и 20 солдат утонули. Десант затрудняли огонь испанской 4-пушечной батареи и действия отряда кавалеристов. Передовой отряд десантников составляли гренадеры, отразившие натиск кавалерии. Тем не менее один из офицеров союзников, полковник Джеймс Стэнхоуп (впоследствии стал британский главнокомандующий в Испании), отметил мужество как своих подчинённых, так и испанцев, серьёзно затруднивших десант, несмотря на численный перевес англичан.
От места высадки Ормонд повёл войска на северо-запад, к городку Рота. Улицы города были пустынны, лишь через некоторое время глава города и некоторые жители явились приветствовать солдат. Союзники стояли в городе в течение двух дней, изъяв всех лошадей и разграбив магазины. Хотя военная сила оставалась в англо-голландских руках, Георга Гессен-Дармштадтский представляли как главу гражданской администрации в каждом городке, занятом войсками союзников. Он распространял манифесты, призывавшие испанцев поддержать Габсбургов. Небольшая часть жителей перешла на сторону союзников, тем не менее испанские власти приняли серьёзные меры для предотвращения дезертирства и пособничества оккупантам, угрожая повесить каждого, кто перейдёт на сторону врага.
Союзники продолжили движение на юго-восток, к Кадису, и, захватив форт Св. Екатерины, вошли в Пуэрто-Санта-Мария. Солдаты Ормонда первоначально должны были обойти город с востока, но генерал допустил ошибку, позволив им занять город. Войска обнаружили в Пуэрто-Санта-Мария неохраняемые склады, заполненные продовольствием, и подвалы с вином и коньяком — большая часть этого имущества принадлежала английским и голландским купцам, торговавшим с испанской знатью. Офицеры не смогли поддерживать дисциплину, и войска перешли к грабежам не только складов, но и монастырей и церквей. Принц Георг в отчаянии отправил в Лондон отчёт, обвинив подчинённых Ормонду офицеров, в частности, сэра Генри Белазиса (заместителя Ормонда), О’Хару и голландского барона Спарра (именно они убедили Ормонда позволить солдатам войти в город), в потворствовании грабежам. Моряки первоначально не были вовлечены в грабежи, но вскоре и они воспользовались возможностью наживы.
Репутации эрцгерцога Карла подобное поведение союзных войск, таким образом, нанесло серьёзный удар: солдаты оставили в Пуэрто-Санта-Мария лишь «голые стены». Местный английский купец пренебрежительно отмечал: «наш флот оставил столь грязный след среди испанцев, что за целый век вряд ли удастся его смыть». Эти грабежи убили всякую надежду на то, что местное население отвергнет Филиппа V и поддержит союзников. Адмирал Рук также признал, что «бесчеловечное разграбление Пуэрто-Санта-Мария наделало много шума на море и на суше, и во всем христианском мире».

### Дальнейшие события

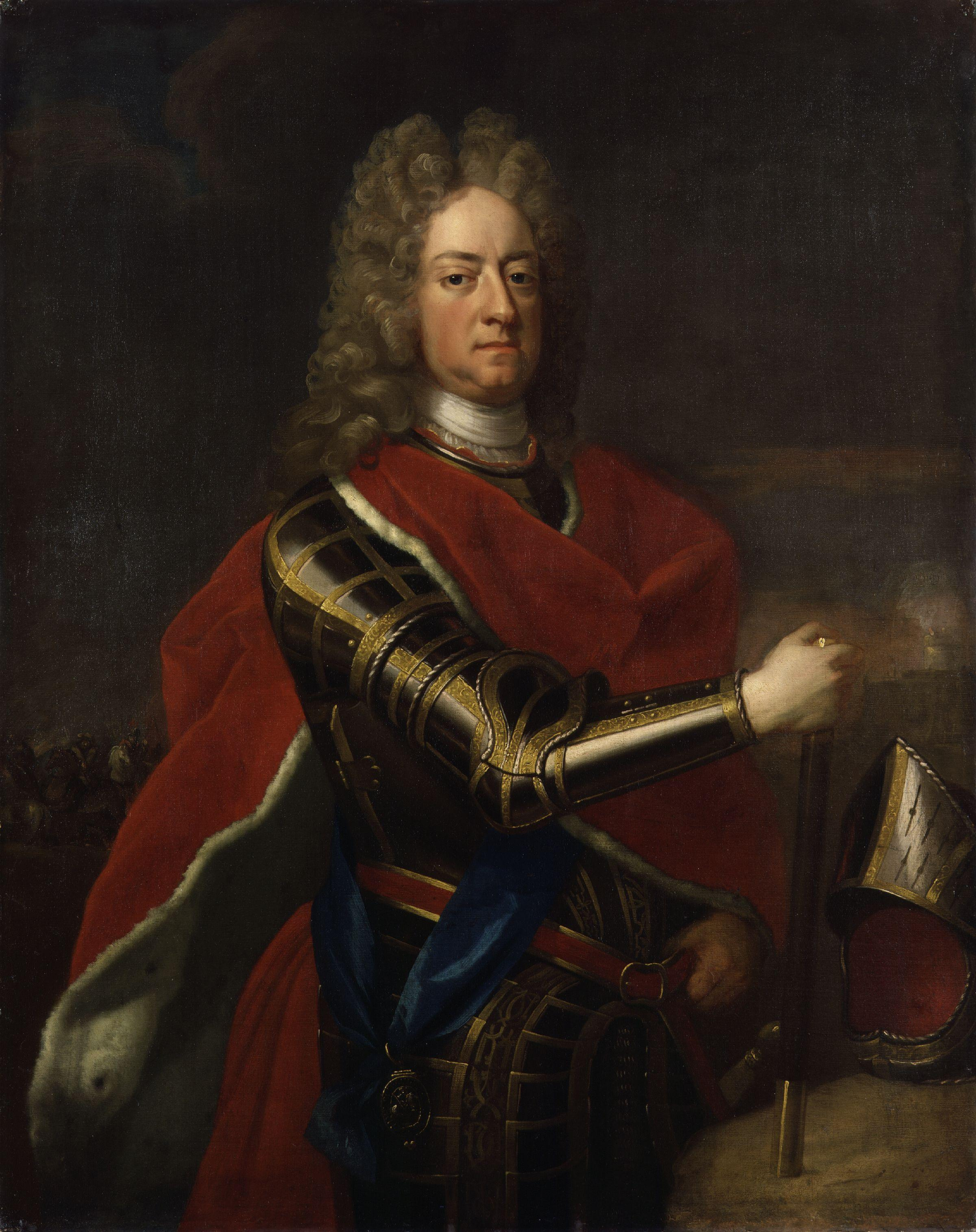
Джеймс Батлер, 2-й герцог Ормонд (1665—1745)

Последствия разграбления Пуэрто-Санта-Марии негативно сказались на ходе экспедиции. Солдаты стали больше задумываться о том, чтобы захватить как можно больше трофеев и, по словам Дэвида Фрэнсиса, потеряли боевой дух. Со своей стороны, командующие кораблями опасались и дальше держать свои суда на якоре у берега из-за плохой погоды. При этом на долгом пути армии от места высадки к итоговой цели операции солдаты нуждались в поддержке флота. Члены экипажей, сойдя на берег, строили переправы, рыли окопы. Многие моряки умирали от болезней, и Рук был в конечном счёте вынужден ограничить их участие в действиях на суше, заявив, что «такой каторжный труд не для моряков». Адмирал Рук, возможно, не имел иного выбора, но это был серьёзный удар по отношениям между солдатами и моряками.
После захвата Пуэрто-Санта-Марии продвижение союзников потеряло импульс. За городом разворачивалась болотистая местность, и английские генералы настаивали на необходимости поиска других маршрутов. Однако барон Спарр настаивал на движении на юг вдоль берега и атаке форта Матагорда, расположенного на косе Пунталес у входа во внутреннюю гавань Кадиса. Захват форта позволил бы флоту Рука войти на рейд Кадиса и уничтожить находящиеся там франко-испанские суда. Усилиями 600 голландских и 1 600 английских солдат союзники сделали дамбу через зыбучий песок и пронесли артиллерийскую батарею к стенам форта. Но теперь они оказались в пределах досягаемости орудий франко-испанских кораблей под командованием графа Фернана Нуньеса, стоявших на рейде Кадис.
Маркиз де Вильядариас тем временем продолжал истощать силы союзников и отрезать им пути снабжения. Внезапным нападением он отбил Рота и приказал казнить бывшего губернатора, не оказавшего сопротивление союзникам. Союзники по-прежнему были не способны достичь прогресса в достижении поставленной цели. Матагорда не сдавался, и через несколько дней Рук заявил, что даже если он будет взят, форт Св. Лаврентия на другой стороне косы Пунталес не позволит флоту войти через узкий проход на внутренний рейд Кадиса. Поэтому 26 сентября, чтобы избежать разгрома, командование союзников приняло решение отвести войска. План бомбардировки города (вопреки мнению принца Георга) был отвергнут из-за плохой погоды, и после ещё одного военного совета флот отбыл от Кадиса 30 сентября. Попытка захватить Кадис, таким образом, окончательно провалилась.

## Последствия
Тот факт, что испанская знать не присоединилась к союзникам во время их высадки, серьёзно подорвал авторитет Георга Гессен-Дармштадтского, однако уже на борту судна к нему явилась делегация испанских грандов из Мадрида, которые проследовали с ним в Лиссабон и были переправлены через Фару. Принц сообщил Руку и Ормонду, что они были готовы поддержать Габсбургов, но отказывались взять на себя какие-либо обязательства, если союзники не обеспечат им защиту, оставив военные силы на зимние квартиры в Испании. Эта защита обеспечена не была. Среди испанских перебежчиков был, в частности, адмирал Хуан де Кабрера, герцог Медина и граф Мельгар. После бегства из Мадрида 13 сентября 1702 года он бежал в Португалию, где отказался от присяги Филиппу V и поступил на службу к эрцгерцогу Карлу.
Ормонд и принц Георг предлагали осуществить высадку в каком-либо другом месте западного побережья Испании, но Рук, опасаясь осенних штормов, решил направиться в Англию. К тому времени Ормонд и Рук едва разговаривали друг с другом: Ормонд был уверен, что смог бы взять Кадис, если бы Рук не наложил вето на его план. Адмирал, в свою очередь, обвинял Ормонда в потворствовании грабежам в Пуэрто-Санта-Мария. Счастливой случайностью для обоих стало то, что известие о прибытии испанского флота с серебром из Америки застало флот у берегов Галисии. Последовавшая битва в заливе Виго оказалась значительно более успешной, чем попытка захвата Кадиса (хотя финансовые выгоды оказались гораздо меньше, чем ожидалось), а победа скрасила впечатление от неудачной экспедиции. Тем не менее, когда флот вернулся в Англию, Палата лордов настаивала на расследовании поведения союзников в Кадисе.
Плохие отношения между Руком и Ормондом давали надежду на объективное расследование грабежей, но успех в Виго дал тори возможность представить Рука как героя. Ормонду также был оказан триумфальный приём. Вопрос о грабежах в Испании, таким образом, стал частью политической борьбы между тори и вигами. Перед военным трибуналом предстали только Белазис и О’Хара. Первый был уволен со службы, второй — оправдан. Позднее Белазис был восстановлен в звании и вернулся в войска, а О’Хара был повышен до генерал-лейтенанта в 1704 году.

## Комментарии
1. ↑  Дэвид Фрэнсис указывает 13 801.
2. ↑  Помимо гарнизона Кадиса, Вильядариас командовал 500-600 кавалеристами и "несколькими тысячами" плохо вооруженных и неподготовленных ополченцев.
3. ↑  Союзники рассчитывали уговорить Педру II дать разрешение разместить в гавани Лиссабона англо-голландский флот. В обмен на вступление в Аугсбургский альянс Метуэн обещал королю Португалии часть испанской территории и компенсацию от французов за потерю Асьенто.
4. ↑  Рук страдал от подагры в это время, а также был расстроен известием о смерти своей жены, которая дошла до него в день выхода в море.
5. ↑  Португальское правительство, связанное договором с французами, нервничало из-за активности принца Георга вежливо просило его покинуть страну.
6. ↑  Стэнхоуп называет деи Вильядариаса самым активным и способным испанским генералом в этой войне.
7. ↑  Стэнхоуп пишет, что губернатор Рота был единственным заметным перебежчиком с испанской стороны. Имя губернатора Рота не обозначено, но принц Георг присвоил ему титул маркиза, надеясь привлечь тем самым дезертиров.
8. ↑  Капитан Джон Норрис, будущий адмирал, был привлечён к военно-полевому суду за участие в избиении офицера в споре о нескольких бочках кларета.